# Iulia Barsukova
Iulia Barsukova (n. 31 decembrie 1978, Moscova, RSFS Rusă, URSS) este o sportivă ce a reprezentat Rusia, medaliată olimpică. A participat la o ediție a Jocurilor Olimpice (2000) în care a câștigat o medalie de aur.

## Participări
Lista de mai jos prezintă principalele competiții la care a participat Iulia Barsukova de-a lungul carierei.
- gymnastics at the 2000 Summer Olympics – women's rhythmic individual all-around[*]